# Îles du Salut
Les îles du Salut forment un archipel constitué de trois îlots d'origine volcanique rattachés à la Guyane, et situés à quatorze kilomètres au large de Kourou. Les Îles du Salut sont rattachées au territoire de la commune de Cayenne et de Cayenne 1er Canton Nord-Ouest. Cependant, le Centre national d'études spatiales (CNES) est propriétaire de l'ensemble des trois îles (elles sont situées sous la trajectoire des lanceurs et représentent donc un site stratégique), à l'exception de trois enclaves restées propriétés de l'État pour des besoins liés au fonctionnement du phare (entretien et gestion de ces enclaves assurés par la Direction départementale de l'Équipement). Seules les îles Royale et Saint-Joseph sont accessibles, l'île du Diable, la plus au nord, étant strictement interdite d'accès, notamment à cause des forts courants.

## Caractéristiques des îles
| Île              | Superficie (ha) | Altitude (m) | Carte                                                                  |
| ---------------- | --------------- | ------------ | ---------------------------------------------------------------------- |
| Île du Diable    | 14              | 40           | L’Île du Diable (orange), Île Royale (vert) et île Saint-Joseph (rose) |
| Île Royale       | 28              | 66           | L’Île du Diable (orange), Île Royale (vert) et île Saint-Joseph (rose) |
| Île Saint-Joseph | 20              | 30           | L’Île du Diable (orange), Île Royale (vert) et île Saint-Joseph (rose) |
| Total            | 62              | 66           | L’Île du Diable (orange), Île Royale (vert) et île Saint-Joseph (rose) |

## Histoire

### Expédition de Kourou

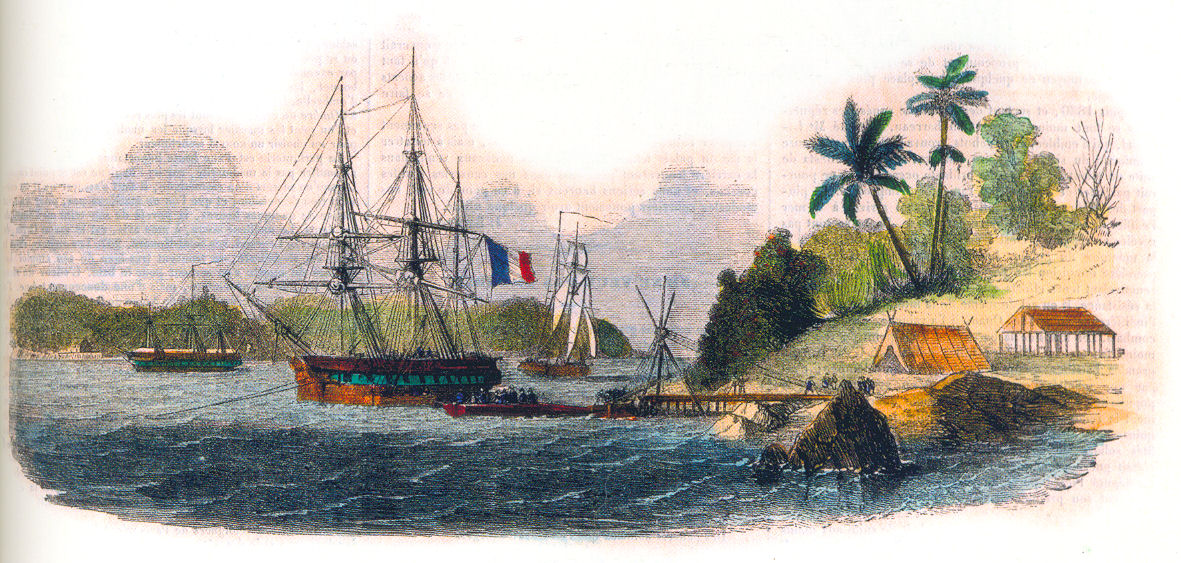
Dessin d’un port des Îles du Salut, au XVIIIe siècle.

D'abord nommées « Îles du Triangle » (en raison de leur disposition) par les premiers explorateurs, les îles du Salut prirent ensuite le nom sinistre d'« Îles du Diable » en raison des forts courants marins qui rendaient leur accès très périlleux, mais aussi de la tragique expédition de Kourou de 1763-1764, qui se solda par une hécatombe (environ 12 000 morts en un an).
Les épidémies de fièvre jaune dues à l'insalubrité du climat guyanais, au manque de nourriture et d'eau potable, ainsi que les installations précaires et le manque d'organisation, avaient tué la plus grande partie des colons d'origine française, convoyés en Guyane pour peupler le territoire. Les survivants, qui trouvèrent refuge sur ces îles au climat plus favorable et dépourvues de moustiques, les rebaptisèrent alors « Îles du Salut ».
Après les premiers colons, c'est aux esclaves noirs que fut confiée la lourde tâche de défricher ces territoires. Les rescapés furent autorisés à rejoindre ceux du continent, pour fonder les premières communautés le long du fleuve Maroni.

### Le bagne

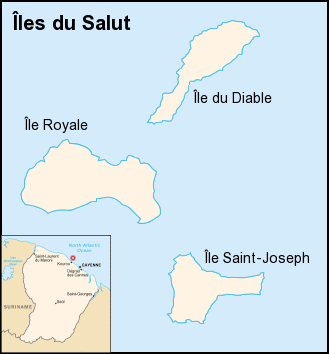

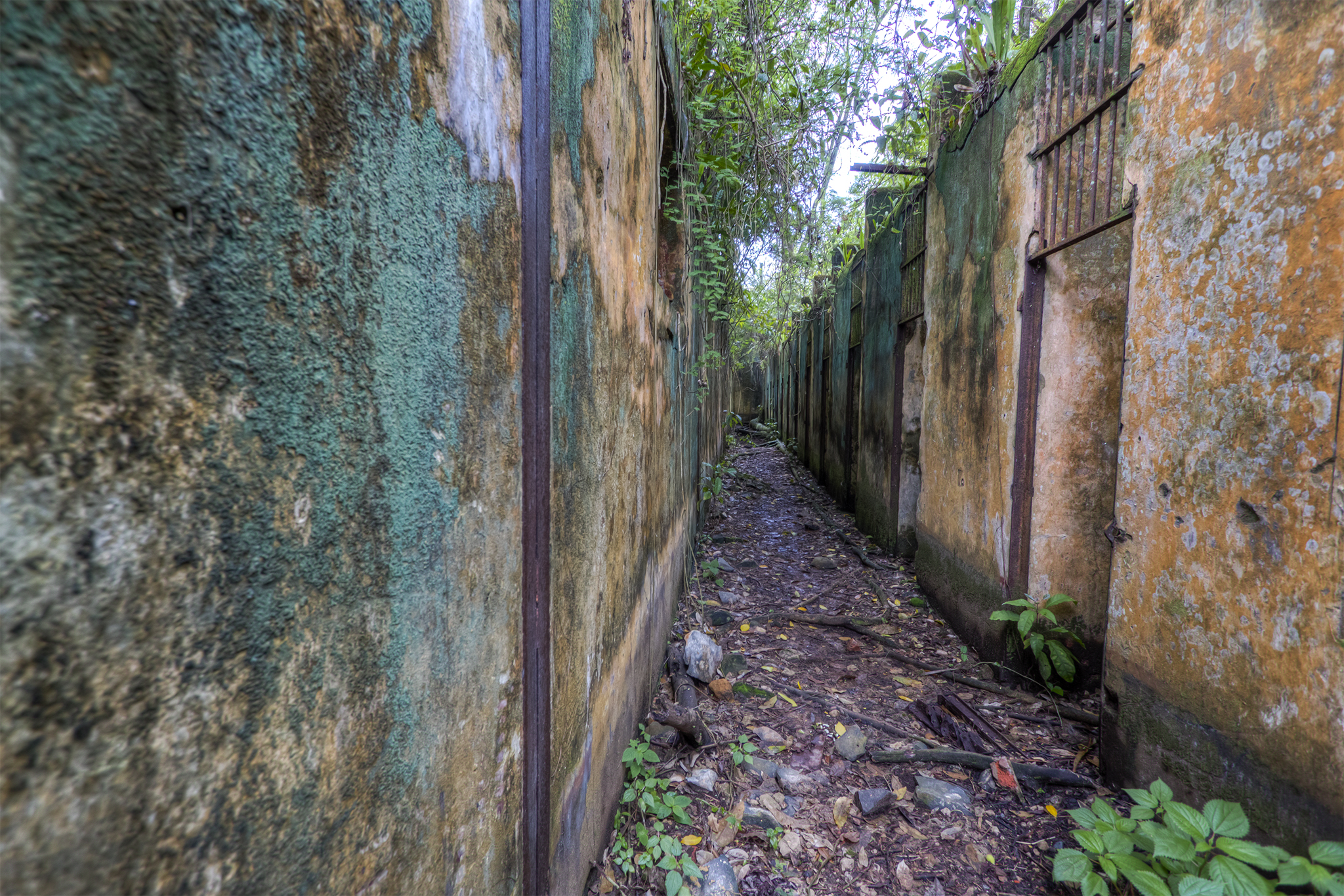
Une vue de l'intérieur du bagne, sur l'île Saint-Joseph.

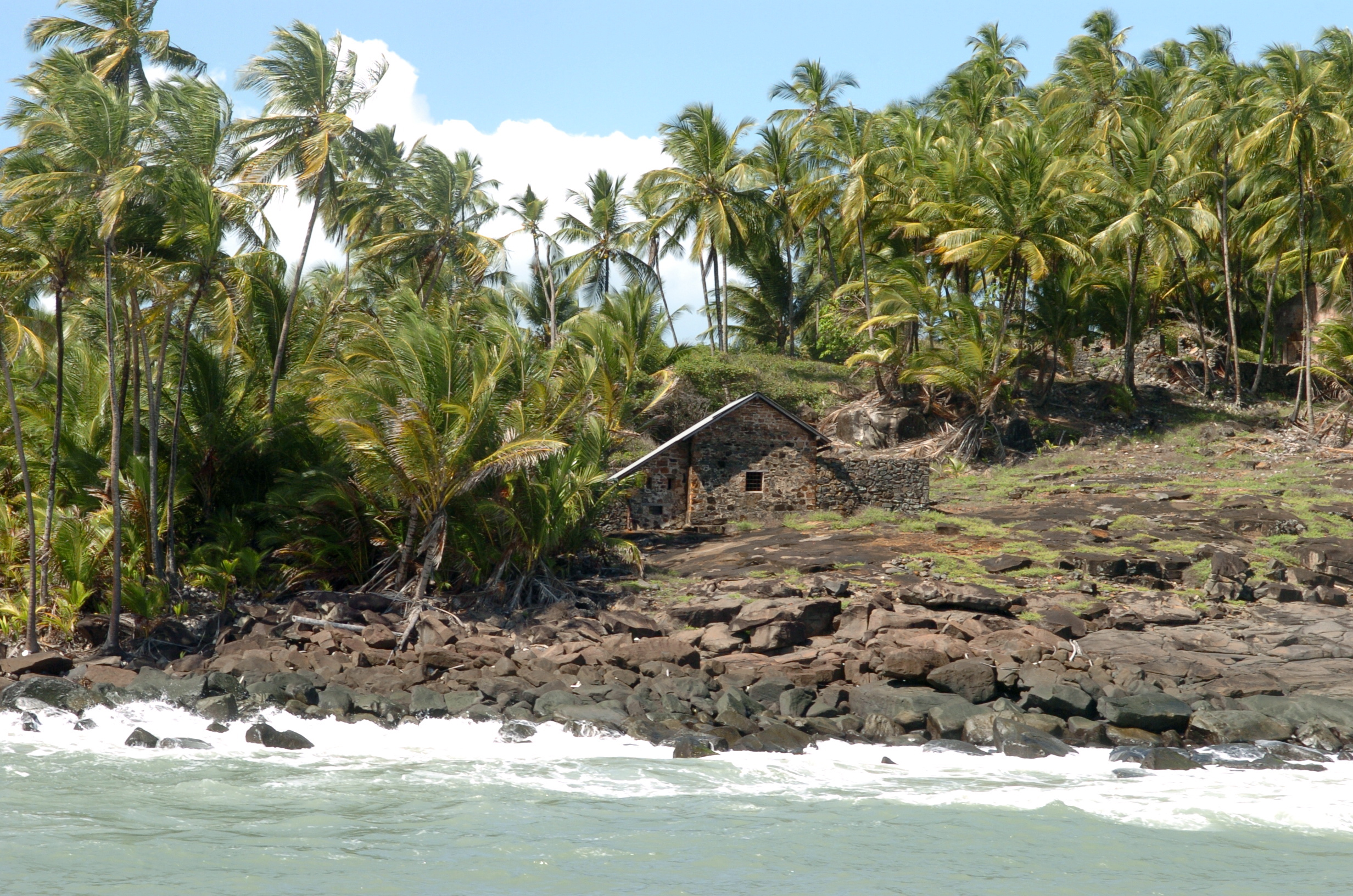
Case occupée par Alfred Dreyfus durant sa déportation sur l'Île du Diable, au large de Cayenne.

Mais ce « salut » fut de courte durée et la réputation de « triangle maudit » et de « terre d'enfer » allait être confirmée dès la Première République par la construction d'une forteresse, en 1793, pour y accueillir les premiers déportés politiques, à commencer par quelque deux cents prêtres réfractaires.
Ensuite, avec l'abolition de l'esclavage en 1848 et l'opposition politique grandissante aux bagnes sur le territoire métropolitain, l'idée de substituer des bagnards aux esclaves se fit jour.
Sous le Second Empire, à partir de 1854, l'administration pénitentiaire y instaura un des bagnes les plus durs au monde, où passeront environ 70 000 prisonniers.
L'île Royale accueillait l'administration ainsi que l'hôpital, l'île Saint-Joseph servait pour les « fortes têtes » et l'île du Diable pour les espions, les détenus politiques ou de droit commun.
Il s'agissait du bagne réputé le moins dur de Guyane. Le taux de mortalité y était inférieur à ceux des bagnes établis en pleine forêt guyanaise, comme le bagne des Annamites. Mais les conditions de détention n'en étaient pas moins humiliantes avec des cellules sans toit, recouvertes d'une simple grille, tout comme au bagne de Saint-Joseph, où tous les gestes des détenus étaient épiés par les gardes qui se tenaient au-dessus.
Alfred Dreyfus (1894), Alfons Paoli Schwartz et Guillaume Seznec (1923) en furent les prisonniers les plus célèbres, ainsi qu'Henri Charrière (1933) qui décrivit dans son livre Papillon son séjour et ses tentatives d'évasion (souvenirs en fait souvent « empruntés » à ses codétenus). Enfin, Benjamin Ullmo (1908) passera également les deux tiers de sa vie à l'île du Diable, dans la case même où vécut Dreyfus.
Après la fermeture du bagne qui, décidée par un décret-loi du gouvernement Daladier en 1938, ne fut réalisée qu'en 1947, les installations pénitentiaires seront laissées dans leur état de grand délabrement jusqu'à l'implantation du centre spatial guyanais en 1965 à Kourou. Devenues la propriété du Centre national d'études spatiales (CNES) en raison de leur intérêt stratégique, sur la trajectoire des fusées Ariane, les îles du Salut sont évacuées avant chaque lancement, à l'exception de la propriétaire de l'auberge de l'île Royale et de quelques gendarmes.
Depuis les années 1980, grâce à l'essor touristique des îles et à la volonté de sauvegarder une partie du patrimoine historique, le CNES a permis la remise en état de la Chapelle de Royale, de la maison Dreyfus (non visitable) ainsi que certaines cellules du quartier des condamnés. Enfin, la maison du Directeur a été aménagée en Musée du Bagne. Le bagne a été restauré par des bénévoles de l'association Chantiers Histoire et Architecture Médiévales entre 2010 et 2021.

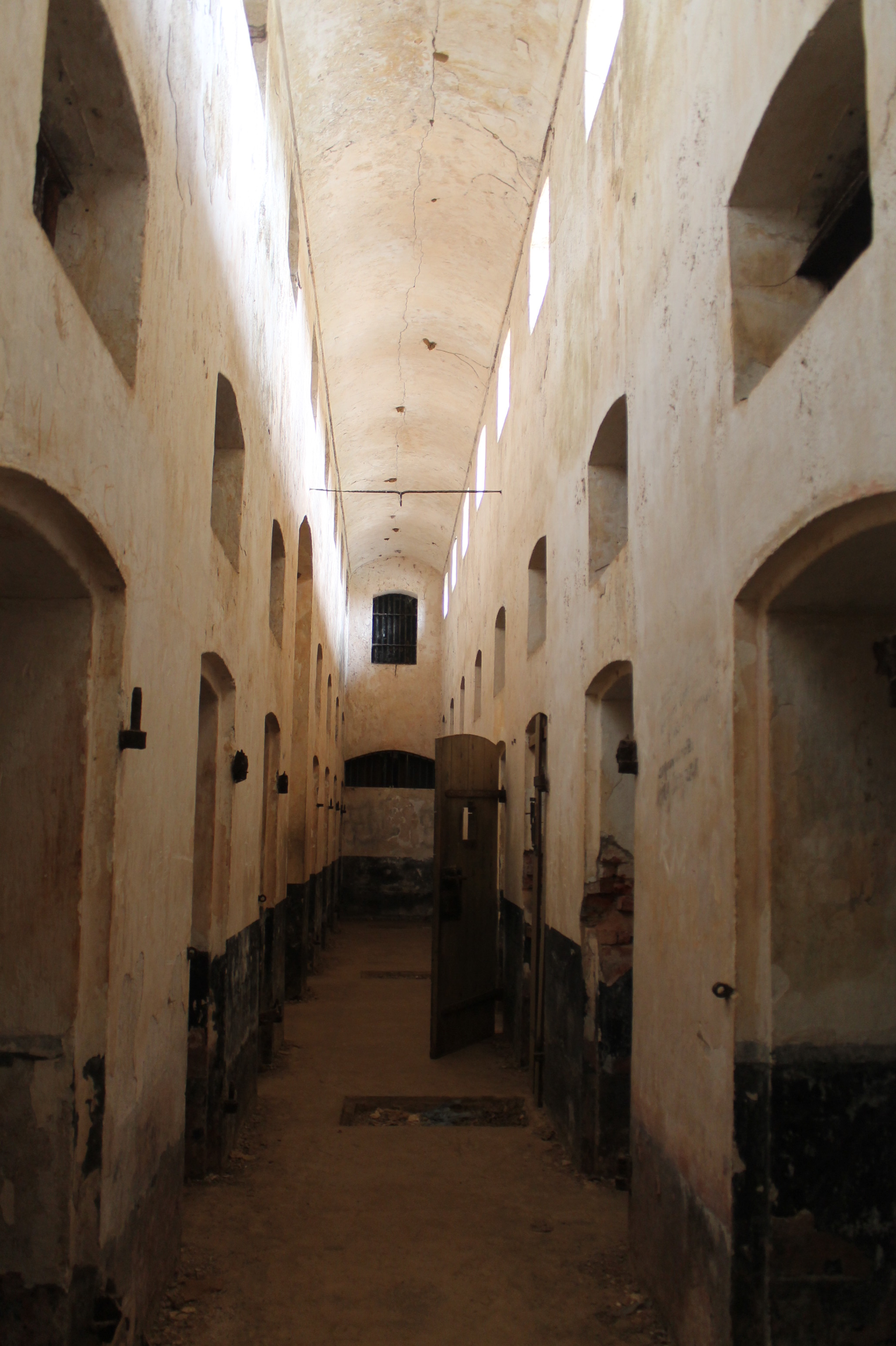
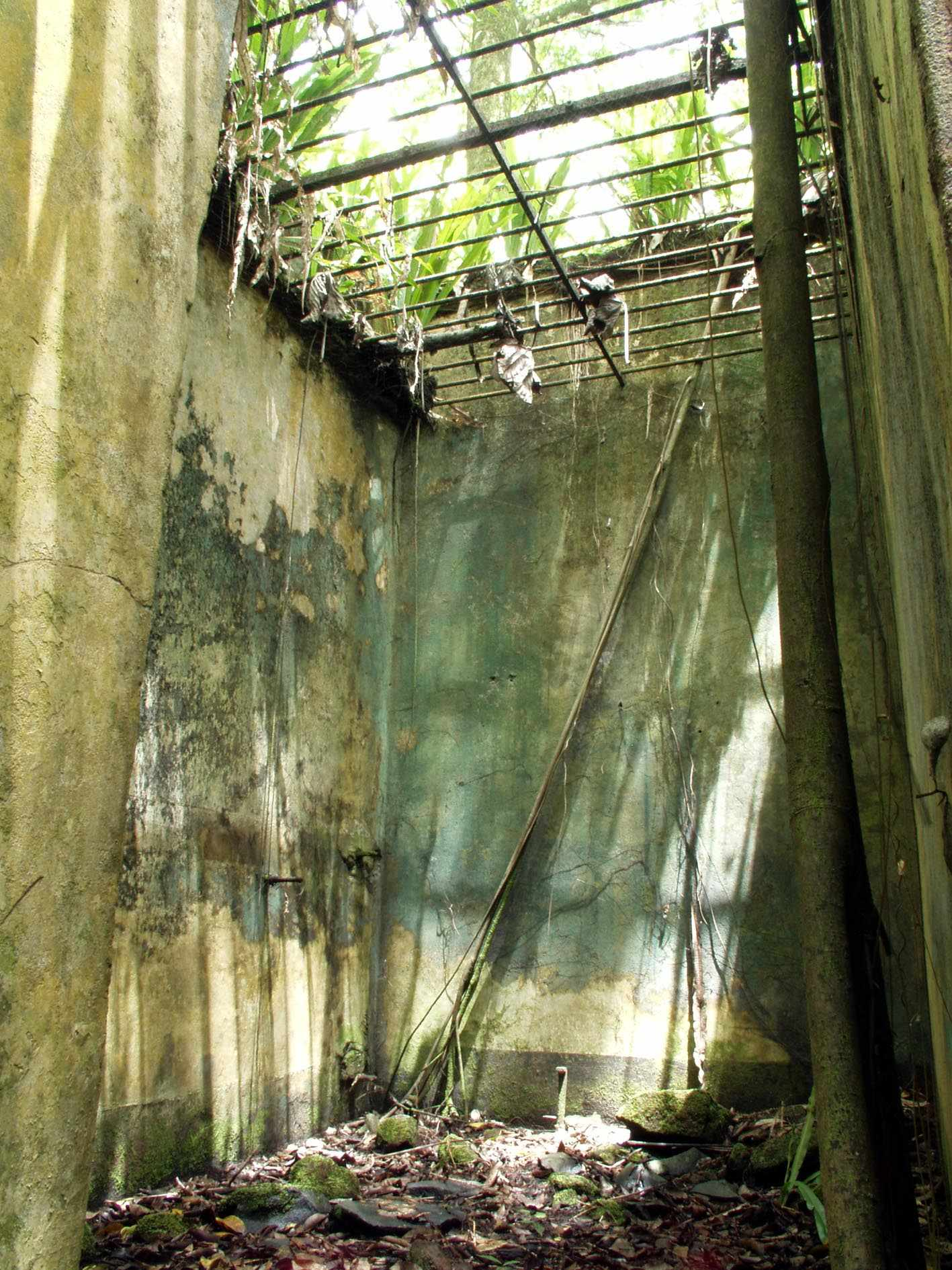
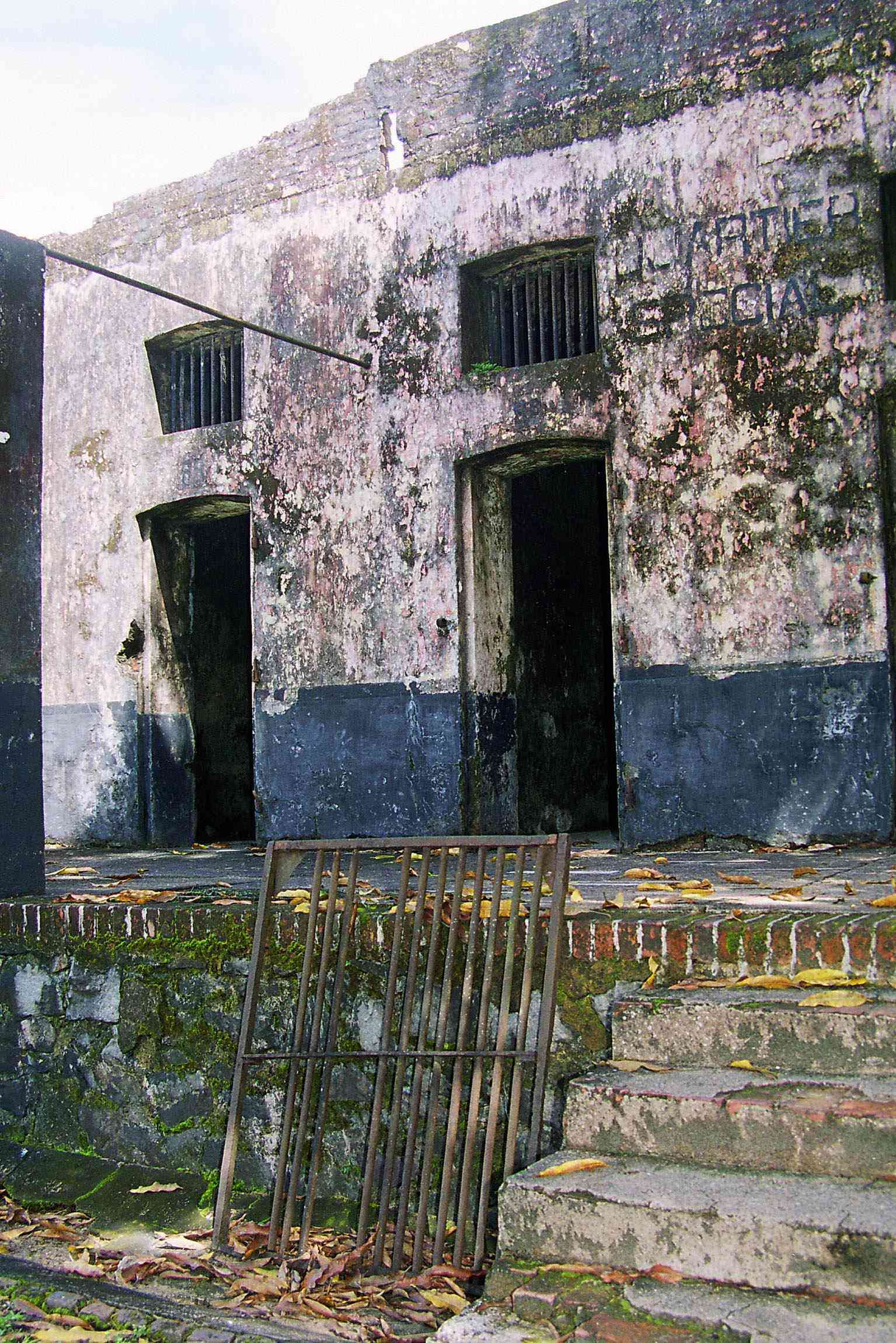
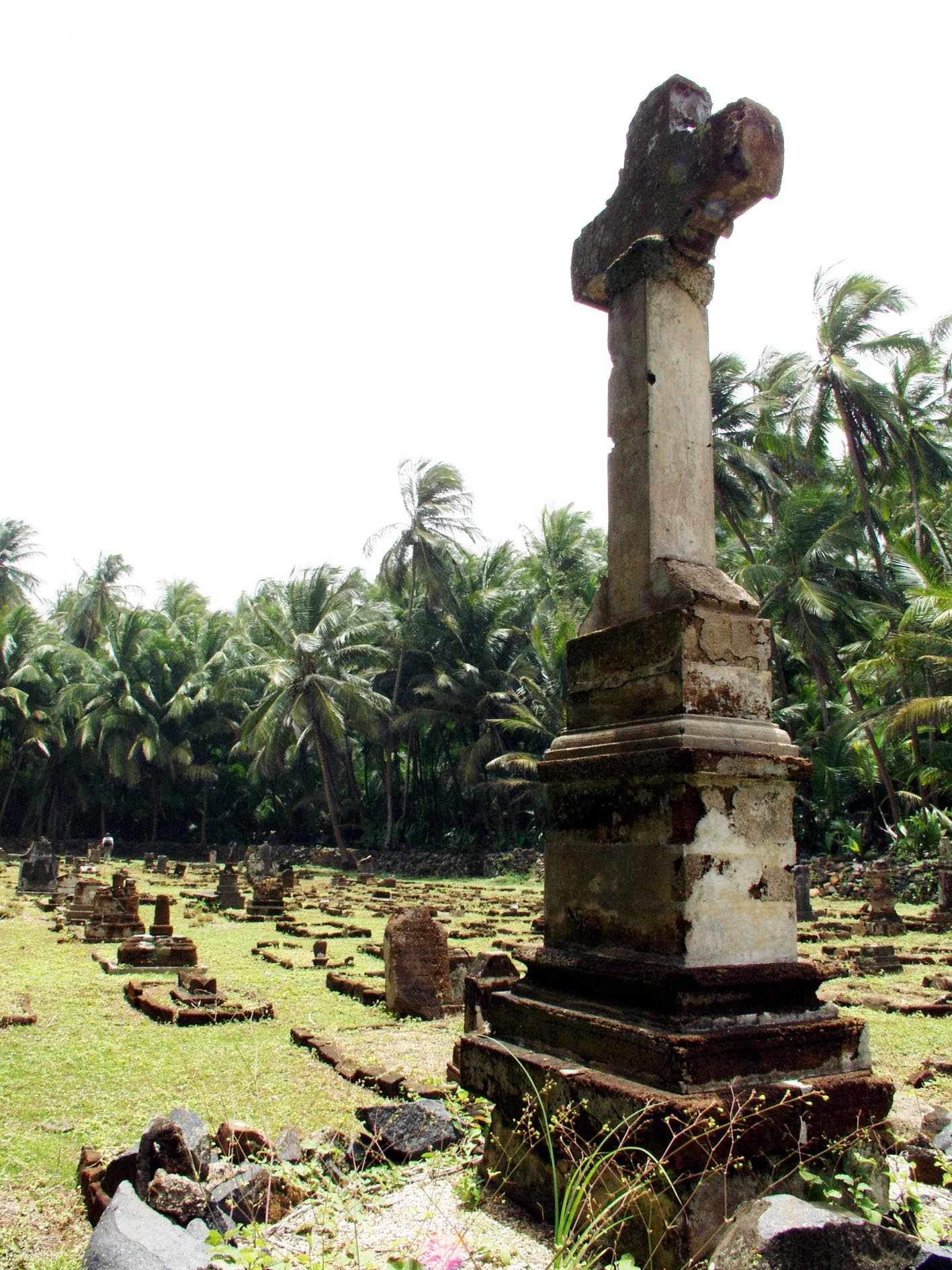
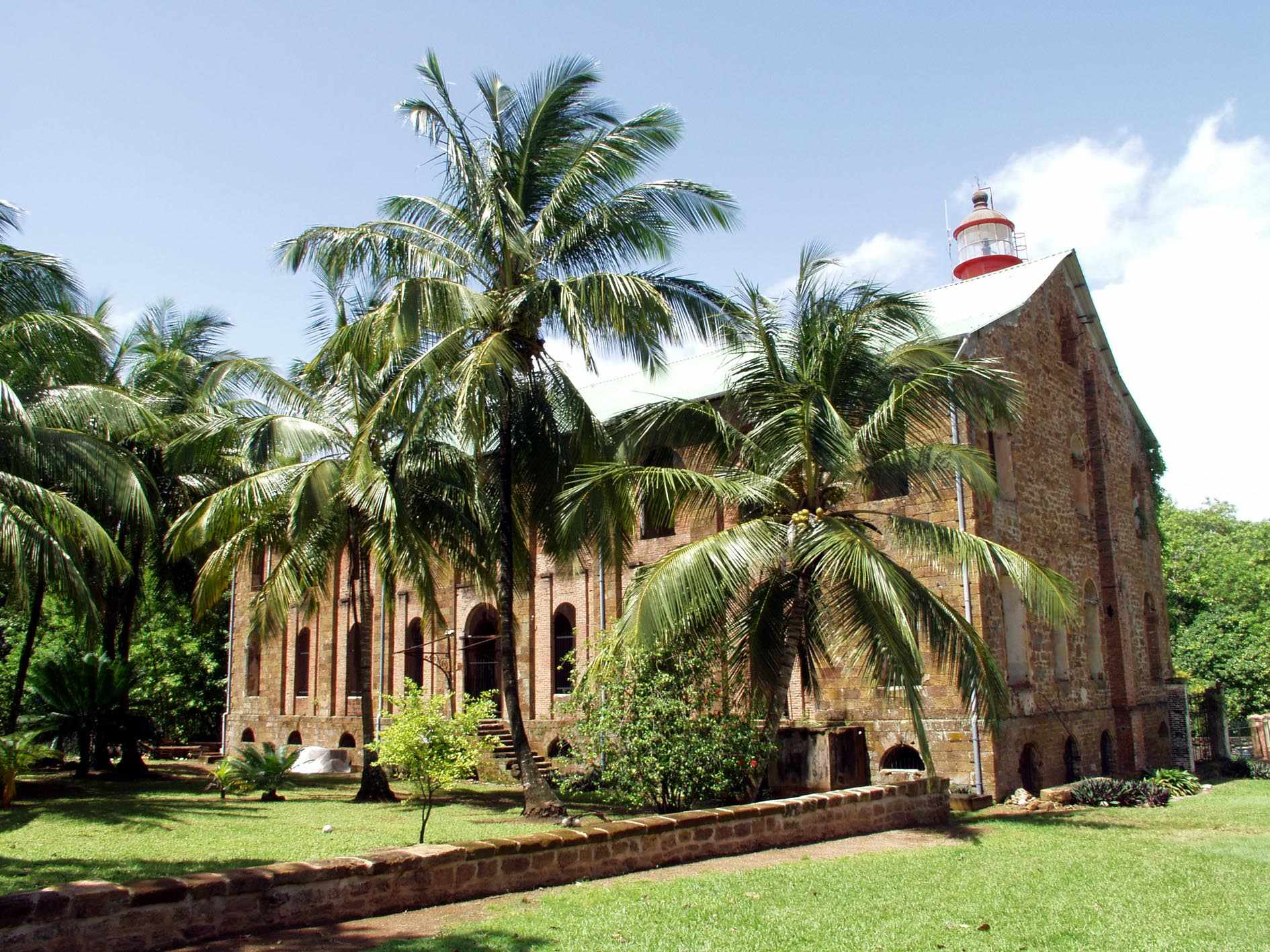
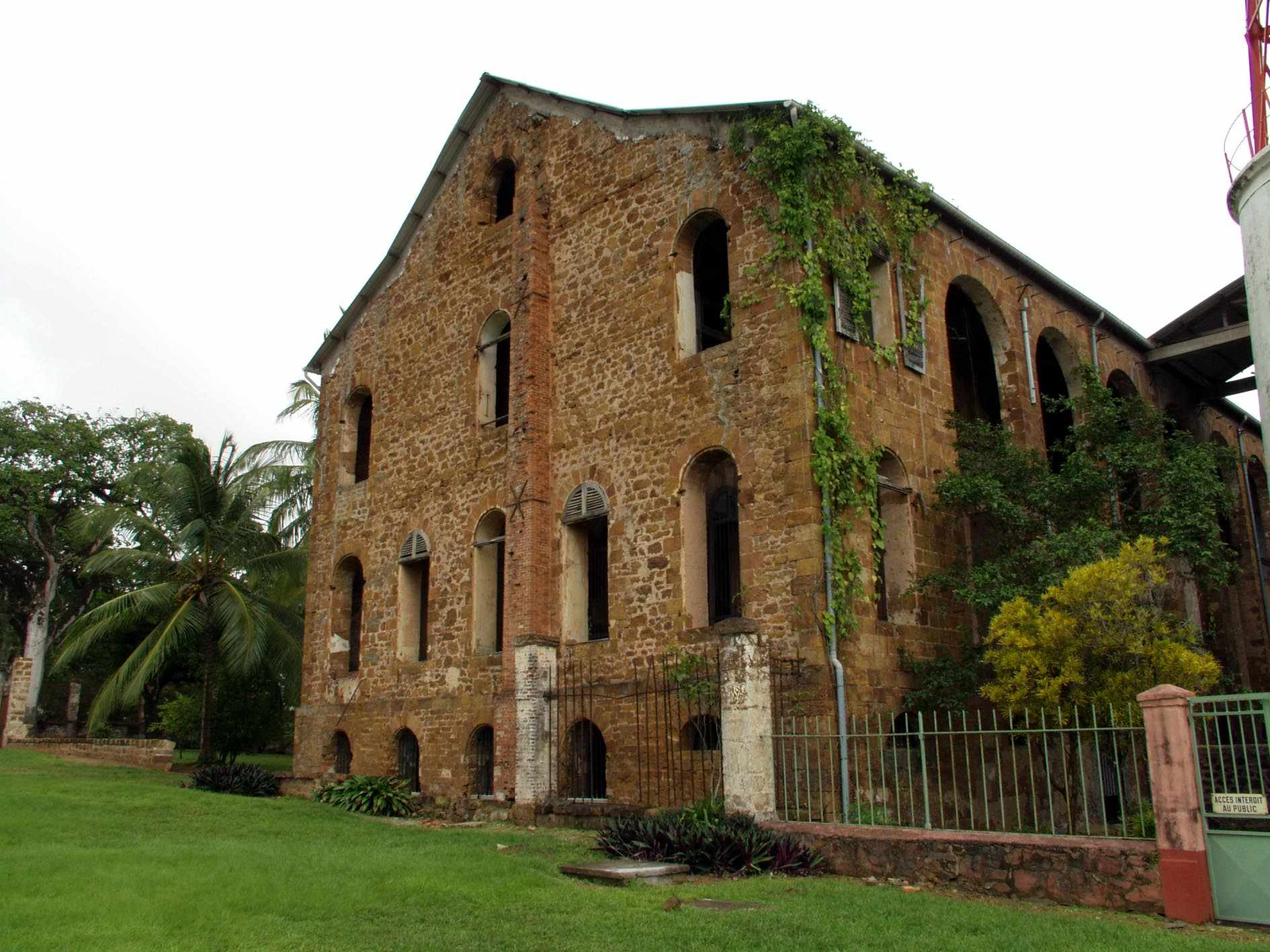

#### Les évasions
Il y eut quelques évasions comme celle d'Eddie Guerin, l'amant de Chicago May. Arrêté pour le braquage de l'agence American Express, Eddie Guerin est condamné, en 1903, aux travaux forcés à perpétuité et déporté au Bagne de la Guyane française. Sa complice et maîtresse, Chicago May est quant à elle condamnée à cinq ans de travaux forcés, et conduite à la prison de Montpellier.
Avec trois autres forçats, il fabrique en secret un radeau avec les arbres abattus et entreprend un trajet de 200 lieues en mer qui les amènera en Guyane néerlandaise après une traversée très mouvementée dans une mer infestée de requins.
Sans cesse attaqués par les squales, ils se défendent à coups de rame. L'un des quatre évadés est malgré tout happé et dévoré. Les trois évadés restants réussissent à atteindre la côte de la Guyane néerlandaise et se séparent. Eddie Guerin prend la direction du Nord et ses deux camarades prennent une autre direction. Ces derniers s'égarent dans la forêt vierge. Guerin, capturé par des Indiens, réussit à leur fausser compagnie et parvient à rejoindre Londres en 1907.

## Tourisme
Ces îles appartiennent actuellement au CNES. Ces îles sont le site le plus visité en Guyane, dépassant de loin le Zoo de Guyane.

## Galerie

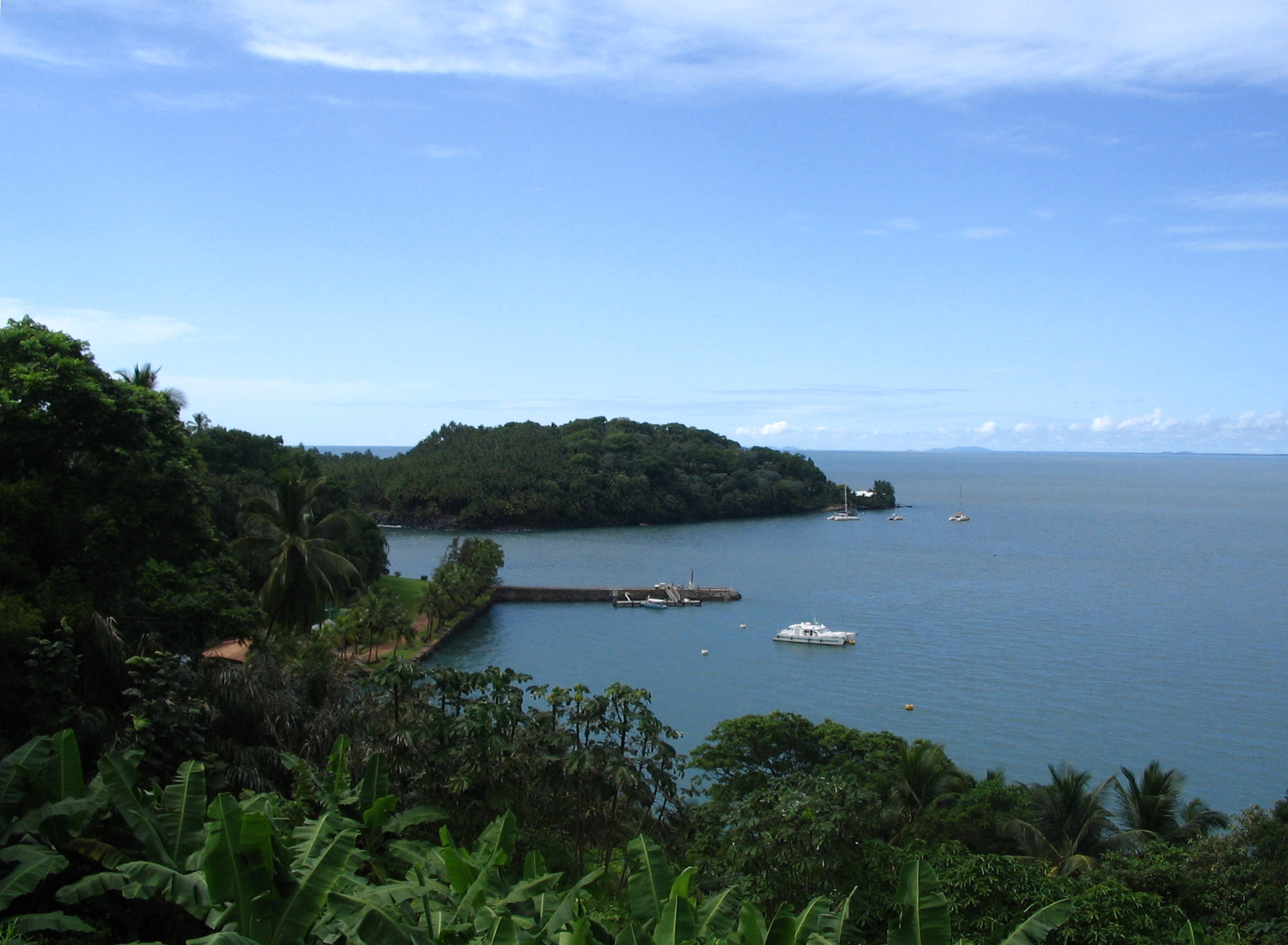
Débarcadère de l'île Royale, avec l'île Saint-Joseph en second plan.
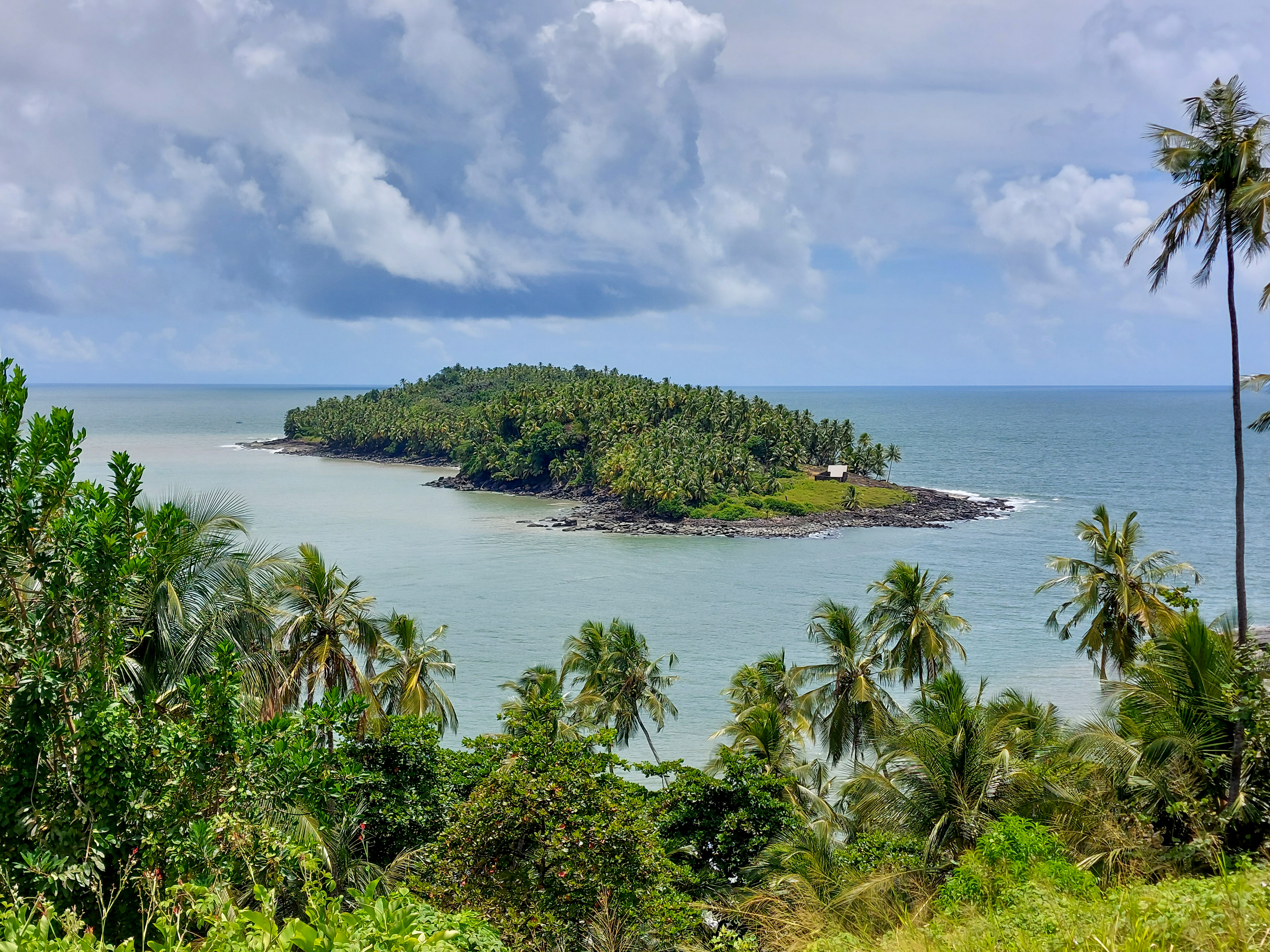
L'île du Diable vue depuis l'île Royale
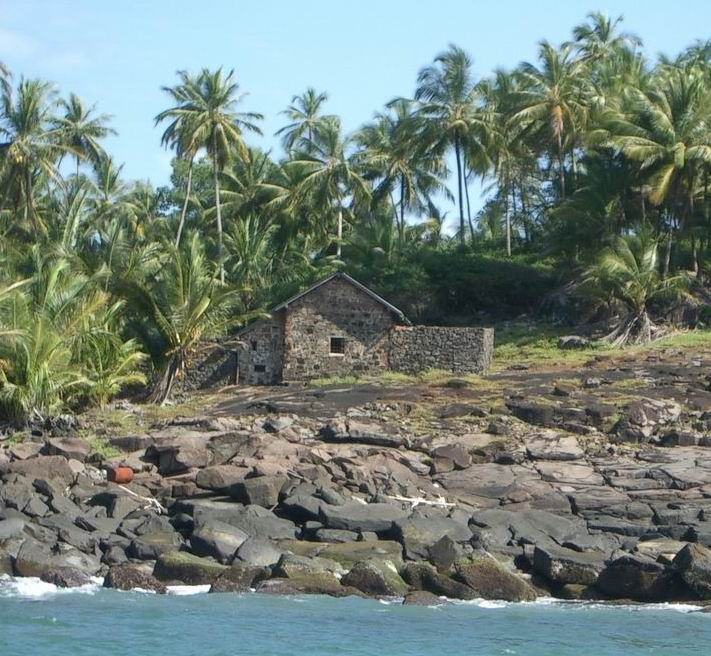
La case d'Alfred Dreyfus sur l'île du Diable.
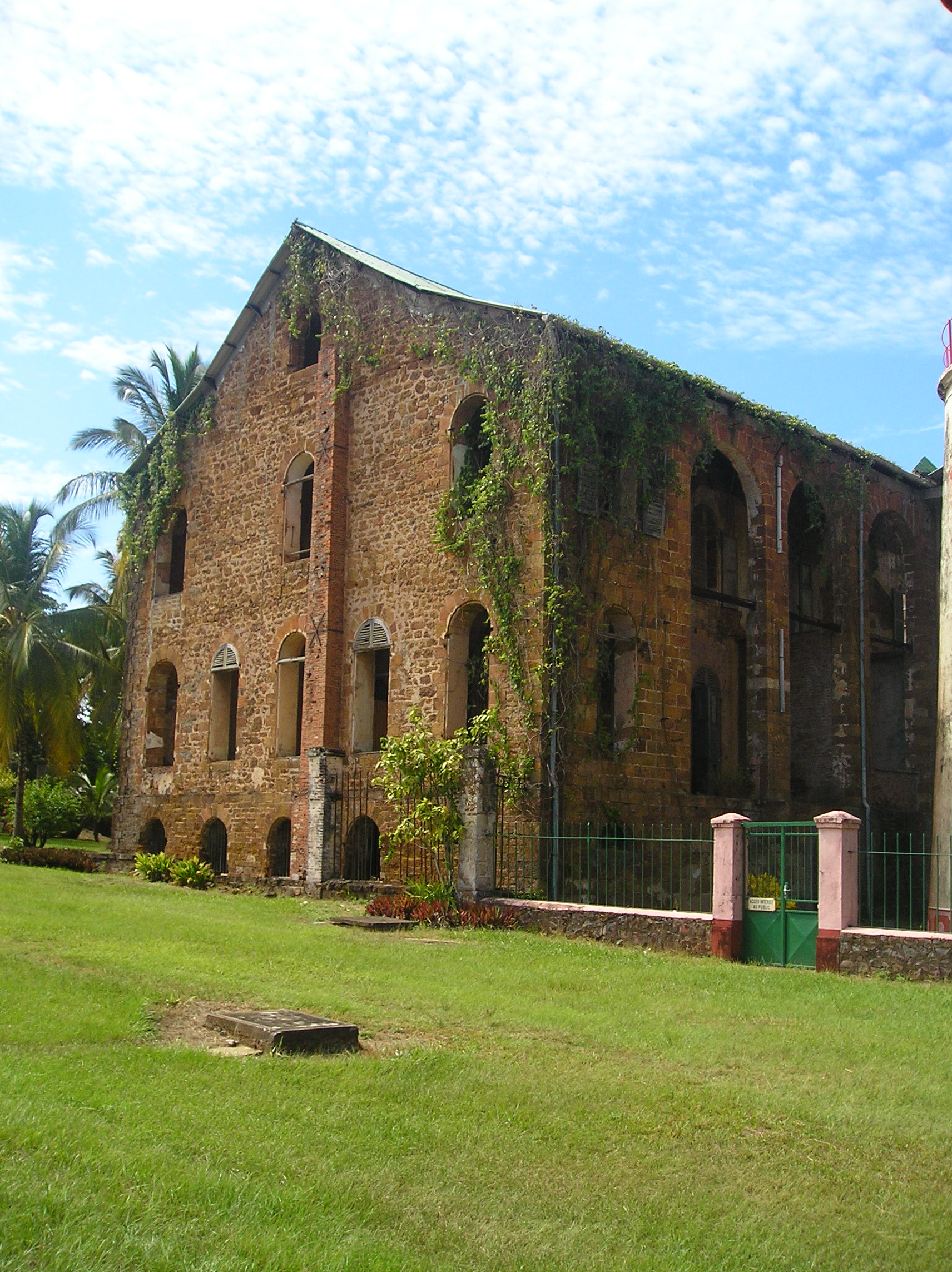
Hôpital de l'île Royale.
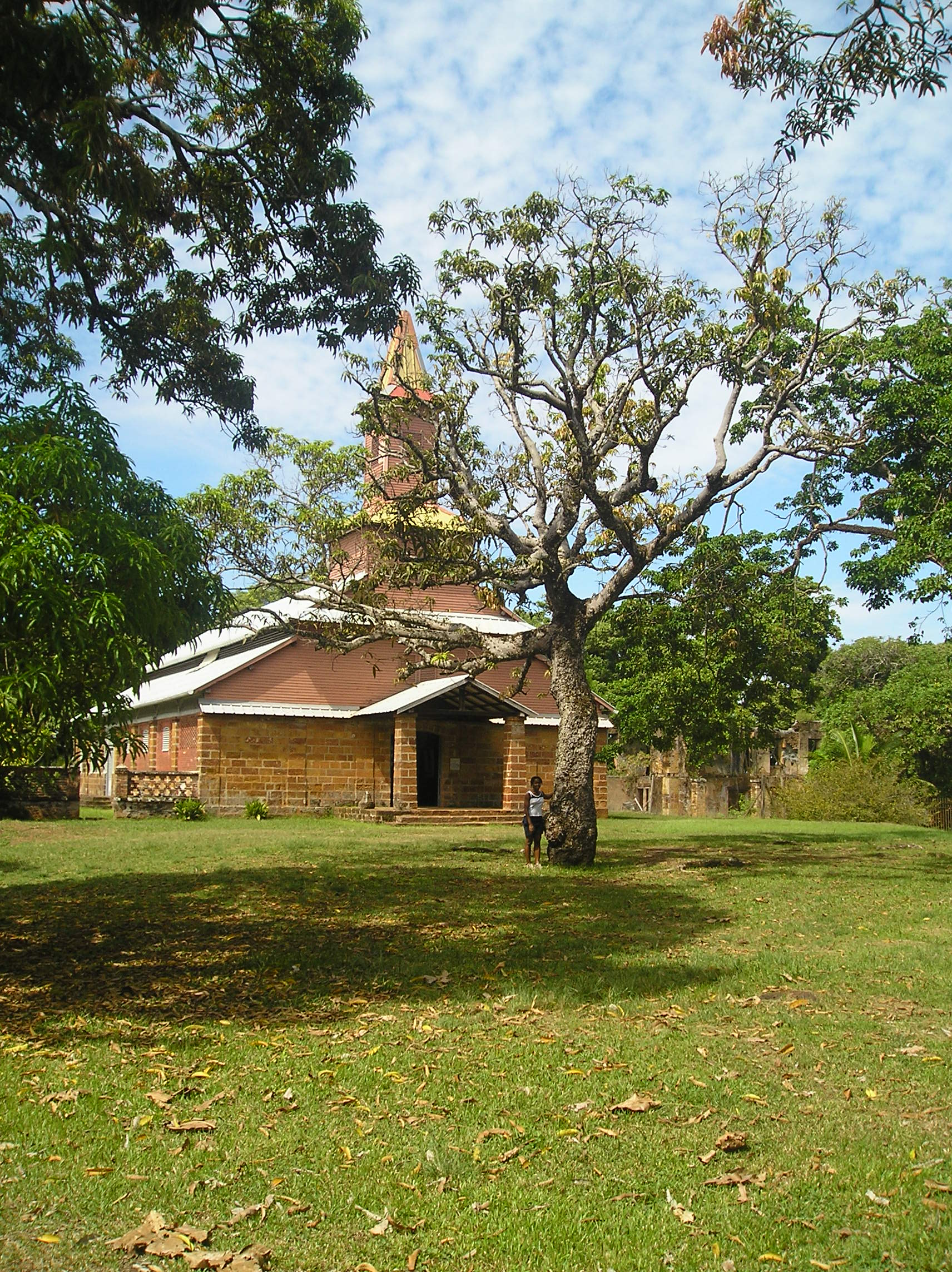
Chapelle de l'île Royale.
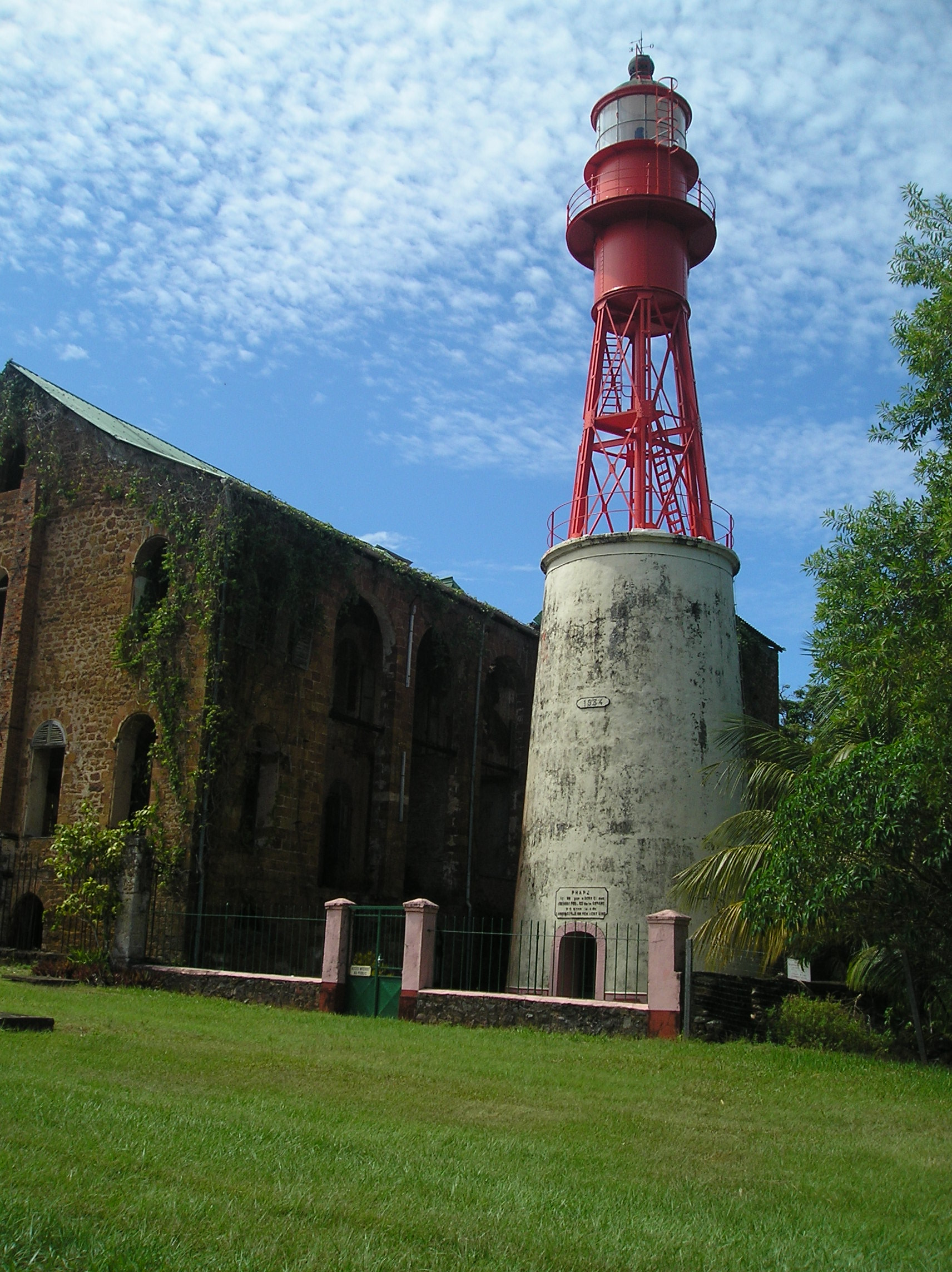
Phare de l'Île Royale.
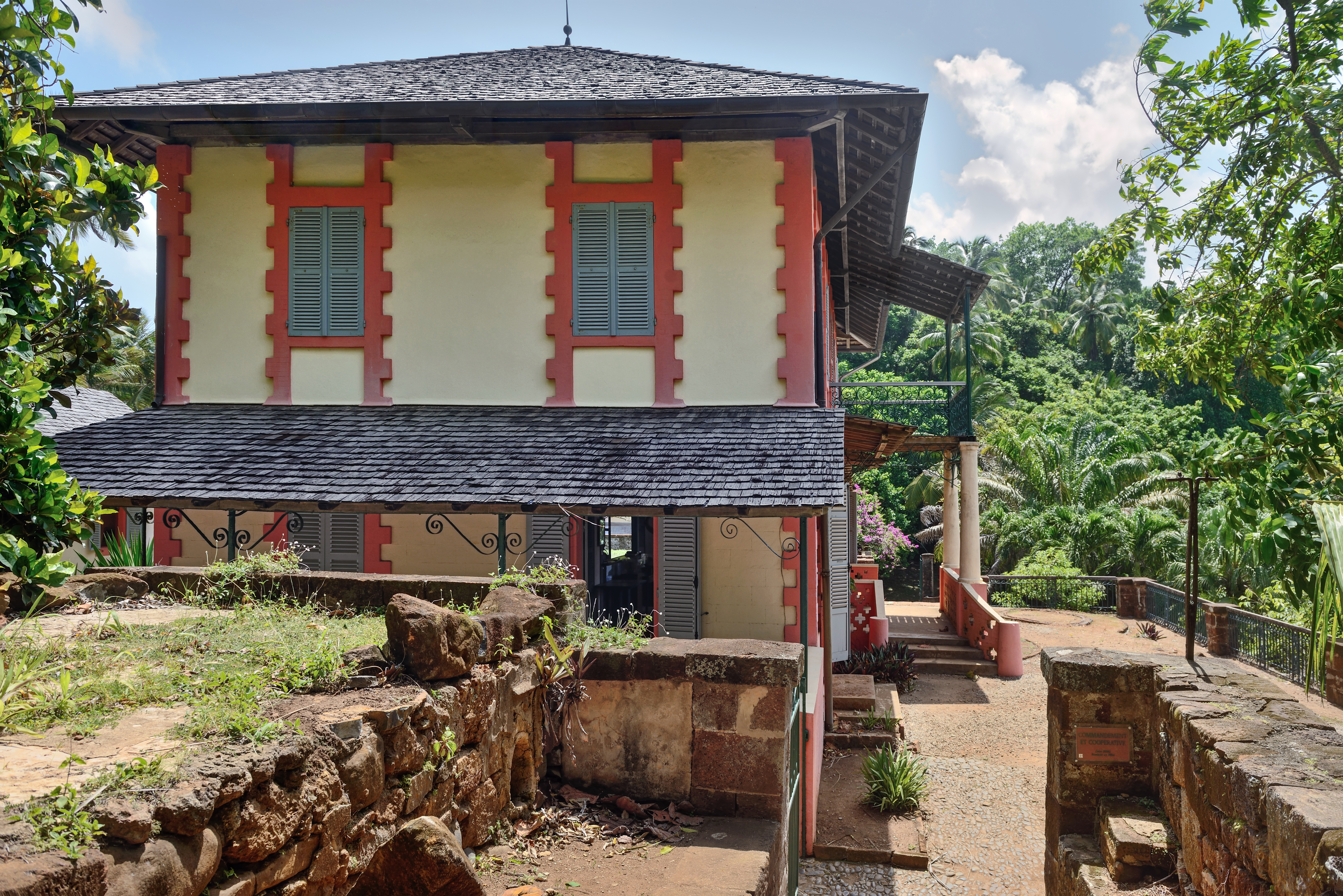
Musée des îles du Salut.
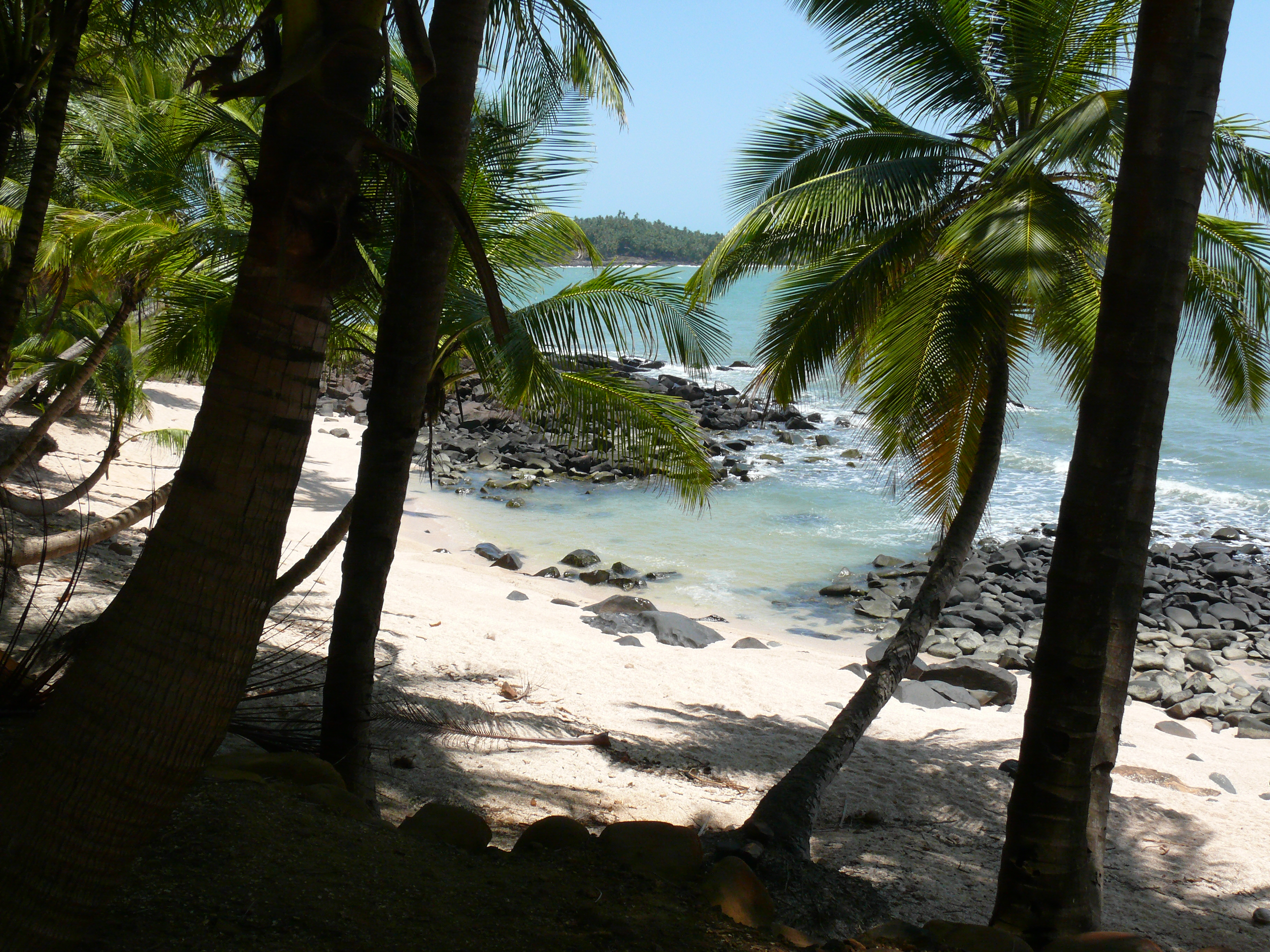
Plage de l'île Saint-Joseph.

### Bande dessinée
- L'Homme qui s'évada (d'après Albert Londres)- Laurent Maffre - Actes Sud BD - Juin 2006 -  (ISBN 978-2-7427-6154-8)